# AVC Nations Cup (damer)
AVC Nations Cup är en tävling i volleyboll för damlandslag i Asien och Oceanien organiserad av AVC. Tävlingen var ursprungligen plancerad att hållas vartannat år med start 2018, men det kom att dröja till 2022 tills den hölls för första gången. Den hade då namnet AVC Challenge Cup. Den var kvalificeringsturnering för FIVB Volleyball Challenger Cup 2023 och 2024. Tävlingen har haft sitt nuvarande namn sedan 2025.

## Upplagor
| Säsong | Säsong        | Podium   | Podium       | Podium       |
| År | Spelplats     | Guld     | Silver       | Brons        |
| --- | ------------- | -------- | ------------ | ------------ |
| Tävlingen var planerad till 2018 och 2020, bägge gångerna med Hong Kong som värd, men hölls inte någon av gångerna. Tävlingens namn är AVC Challenge Cup. |               |          |              |              |
| 2022 mer information | Nakhon Pathom | Hongkong | Indien       | Malaysia     |
| 2023 mer information | Gresik        | Vietnam  | Indonesien   | Taiwan       |
| 2024 mer information | Manila        | Vietnam  | Kazakstan    | Filippinerna |
| Tävlingen bytte namn till AVC Nations Cup. |               |          |              |              |
| 2025 mer information | Hanoi         | Vietnam  | Filippinerna | Taiwan       |

## Medaljörer
| Pos. | Lag          | Guld | Silver | Brons |
| ---- | ------------ | ---- | ------ | ----- |
| 1    | Vietnam      | 3    | -      | -     |
| 2    | Hongkong     | 1    | -      | -     |
| 3    | Filippinerna | -    | 1      | 1     |
| 4    | Indien       | -    | 1      | -     |
|      | Indonesien   | -    | 1      | -     |
|      | Kazakstan    | -    | 1      | -     |
| 7    | Taiwan       | -    | -      | 2     |
| 8    | Malaysia     | -    | -      | 1     |